# ارتبانيس
ارتبانيس رئيس حرس (الملك خشايارشا الأول)
عندما عاد خشايارشا الأول إلى فارس بعد الحرب التي قادها ضد أثينا وانتهت بانتصاره ومقتل الملك ليونيداس كان قد وضع الجيش تحت إمرة أبرز قادته مردونيوس، فقد الملك خشايارشا الأول كل اهتمامه بالحرب، وأنصرف إلى الحياة العابثة,
، مهملاً شؤون الحكم، وانتهى به الأمر إلى الاغتيال على يد رئيس حرسه ارتبانيس